# Frank McCourt (homme d'affaires)
Pour les articles homonymes, voir Frank McCourt et McCourt.
Frank H. McCourt Jr. est un homme d’affaires et philanthrope américain né le 14 août 1953 à Boston. En 2025, il est président exécutif et ancien PDG de McCourt Global, propriétaire du club de football Olympique de Marseille, et fondateur-président de l’organisation Project Liberty. Il fut propriétaire et président des Los Angeles Dodgers et du Dodger Stadium de 2004 à 2012.
Il est également propriétaire du Marathon de Los Angeles depuis 2008.

## Biographie

### Jeunesse et études
Frank McCourt naît le 14 août 1953 à Boston. Irlando-Américain,, il est l'héritier d'une riche famille bostonienne, immigrée d'Irlande aux États-Unis à la fin du XIXe siècle et qui fait fortune dès le début du XXe siècle dans la construction de routes. L'entreprise familiale de travaux publics se diversifie dans la construction et est impliquée dans la construction et le développement du port, de l'aéroport et de l'artère centrale, ainsi que du réseau de tunnels, de la ville de Boston.
Frank McCourt grandit à Watertown, dans la banlieue de Boston. En 1975, il est diplômé en économie de l'université de Georgetown, où il rencontre son épouse, Jamie Luskin, lors de sa première année d'études universitaires.

### McCourt Company & McCourt Global
En 1977, il fonde The McCourt Company, une société spécialisée dans les projets immobiliers. Promoteur immobilier, Franck McCourt rachète des terrains à bas coûts dans la région de Boston. Sa principale opération est l'acquisition, à la fin des années 1970, d'un terrain de 97 000 m2, dans le sud de Boston, à la compagnie de chemin de fer, en banqueroute, Penn Central. Il promeut son terrain comme un potentiel d'espace de développement de la ville de Boston, mais n'arrive pas à ses fins. Il transforme son terrain en de nombreux espaces de stationnements.
La société devient ensuite McCourt Global[réf. nécessaire]. En 2023, il cède le poste de PDG à Shéhérazade Semsar de Boisséson (ancienne dirigeante de Politico Europe) pour en devenir président exécutif.

## Projet Liberty
Lancé en 2021 avec un financement de 500 millions de dollars, Project Liberty vise à "redonner aux citoyens le contrôle de leur vie numérique" via une nouvelle infrastructure internet. Cela passe par le DSNP, un protocole open-source pour des applications sociales, et par la création d’un institut collaborant avec Georgetown, Stanford, ETH Zurich, etc., sur la gouvernance éthique,,.
En 2024, le Dr Tomicah Tillemann devient président de Project Liberty et remplace alors Martina Larkin.
Après la loi américaine du 24 avril 2024 sur les applications contrôlées par des puissances étrangères, Project Liberty lance en mai 2024 The People’s Bid for TikTok.

### Dans le monde du baseball

#### Premières tentatives d'acquisition de franchises
En 2001, McCourt tente d'acheter les Red Sox de Boston, l'équipe de baseball de sa ville natale. Ses échecs pour vendre son terrain de stationnement à Boston et à acheter les Angels ne lui donnent pas beaucoup de crédit auprès de la population. Le club est finalement vendu en janvier 2002 à un groupe d'investisseurs mené par John W. Henry. S'il avait acheté les Red Sox, le plan de McCourt était de déménager l'équipe du légendaire Fenway Park, où elle jouait à l'époque depuis déjà 90 ans, et de l'installer dans un nouveau stade de baseball sur le bord de l'eau à South Boston.

#### Rachat des Dodgers de Los Angeles
En janvier 2004, la Ligue majeure de baseball approuve la vente des Dodgers de Los Angeles de News Corporation, propriétaire depuis mars 1998, à Frank McCourt pour la somme de 430 millions de dollars. Il n'est pas la première personne de sa famille à être propriétaire d'un club de baseball professionnel, puisque son grand-père était un des propriétaires des Braves de Boston. Jamie McCourt est alors nommé présidente de l'équipe. McCourt gage le terrain de Boston pour conclure la vente et doit céder le terrain pour rembourser son prêt.
Le couple McCourt ne souhaite pas garder le directeur général en place Dan Evans (en) et suggère qu'il devra passer un entretien d'embauche pour mériter le poste qu'il occupe alors. Dès février 2004, Evans est congédié avec encore une année à honorer à son contrat de trois ans, et les Dodgers confient le poste de directeur général à Paul DePodesta (en), le jeune assistant de Billy Beane chez les Athletics d'Oakland. En juin, alors que les Dodgers sont en visite à Boston, la ville natale de McCourt, l'homme d'affaires est célébré par la ville pendant une semaine : après avoir effectué le lancer inaugural du match de baseball des Red Sox, il ouvre la bourse de Boston et participe à l'ouverture d'un grand centre de conventions avec le maire et le sénateur.

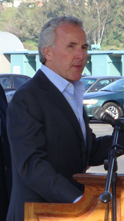
Frank McCourt en 2010.

Malgré un échange pour Hee-seop Choi (en) qui ne donne pas les résultats espérés en cours de saison 2004, les Dodgers remportent leur premier titre de la division Ouest de la Ligue nationale depuis 1996. Ils sont ensuite éliminés au premier tour éliminatoire. En 2005, les Dodgers perdent 91 matchs, leur plus haut total depuis 1992 et les propriétaires congédient DePodesta après la dernière rencontre de la saison. Malgré des participations aux éliminatoires en 2004, 2006, 2008 et 2009, les Dodgers de l'ère McCourt n'atteignent jamais la Série mondiale.
En septembre 2008, Frank McCourt renforce son influence sur le sport à Los Angeles en devenant propriétaire du Marathon de Los Angeles.

#### Divorce et vente des Dodgers
En instance de divorce avec Jamie McCourt, Frank McCourt doit faire face à la méfiance du baseball majeur qui craint que les procédures de divorce n'interfèrent avec la gestion du club. La presse met la pression sur le propriétaire des Dodgers en dévoilant des dépenses ésotériques pour un soi-disant russe payé pour envoyer à distance des ondes positives à l'équipe. Le couple est également suspecté de détournements de fonds pour un enrichissement personnel
Après deux ans de batailles judiciaires qui finissent par donner tort à l'époux, la Ligue majeure de baseball (MLB) s'interpose et prend le contrôle d'un club en grandes difficultés financières. À la suite d'une décision exceptionnelle, la MLB prend le contrôle des opérations courantes des Dodgers en avril 2011. En juin, le commissaire du baseball, Bud Selig, bloque un contrat de télédiffusion des rencontres des Dodgers signé pour 3 milliards de dollars avec le réseau Fox, estimant que près de la moitié d'un versement initial de 385 millions aurait été détourné vers les finances personnelles de Frank McCourt.
Le train de vie princier du couple est étalé dans la presse. Dans des documents déposés devant la Cour des faillites, les avocats du baseball majeur indiquent que McCourt a « pillé » 180 millions de dollars des revenus de l'équipe pour financer des activités n'étant pas reliées aux Dodgers, notamment le coût important du divorce. Rob Manfred, alors vice-président exécutif du baseball majeur, souligne que la Dream Foundation, une organisation caritative des Dodgers, est l'objet d'une enquête du procureur général de Californie pour des fonds destinés à l'organisme qui auraient été détournés par le couple McCourt.
En juin 2011, les Dodgers de McCourt sont en faillite. Sur la liste des créanciers figurent notamment d'autres clubs, comme les White Sox de Chicago, avec qui les Dodgers partagent un site d'entraînement printanier, et plusieurs employés à qui de l'argent est toujours dû : les joueurs Manny Ramírez (21 millions) et Andruw Jones (11 millions) et jusqu'au descripteur des matchs, Vin Scully (150 000 dollars). Après avoir juré de ne pas vendre l'équipe malgré l'intervention de la ligue, Frank McCourt est contraint d'accepter de s'en départir.
En mars 2012, les Dodgers sont vendus au groupe Guggenheim Baseball Management pour un montant de 2 milliards de dollars, un record historique pour une concession sportive nord-américaine, surpassant le record de 1,1 milliard de dollars versé par Stephen Ross pour acheter les Dolphins de Miami en 2009.
Pendant sa période en tant que propriétaire de la franchise, Frank McCourt a investi 150 millions de dollars afin de moderniser le Dodger Stadium, l'une de ses priorités. Il a remplacé tous les sièges du stade, a installé une nouvelle surface de jeu et amélioré ses systèmes de drainage, a modifié les tribunes pour améliorer les concessions, redéfini les espaces de stationnement, rénové et amélioré les loges, mis aux normes sismiques le stade et amélioré l'expérience vidéo des spectateurs.

### Investissements dans le sport équestre
En 2014, McCourt acquiert 50 % des parts du Global Champions Tour, misant sur le succès du jumping à la télévision,.

### Football: Olympique de Marseille
Le 29 août 2016, Margarita Louis-Dreyfus annonce entrer en négociations exclusives avec l’Américain Frank McCourt pour le rachat du club olympien. Le plan de reprise est baptisé « OM Champions Project ».
Après plusieurs semaines de finalisation de l'acquisition du club, il devient officiellement le nouveau propriétaire de l'Olympique de Marseille le 17 octobre 2016. Le montant de la transaction, non communiqué, avoisinerait les 50 millions d’euros.
Dès son arrivée à l'Olympique de Marseille, il nomme en tant que nouveau président du club Jacques-Henri Eyraud, un ancien directeur de la communication du groupe Euro Disney. Le 20 octobre, Rudi Garcia est officiellement nommé nouvel entraîneur et une semaine plus tard Andoni Zubizarreta nouveau directeur sportif,.
Lors de la première période de transferts de l'ère McCourt en janvier 2017, il débourse aux alentours de 45 millions d'euros pour recruter Dimitri Payet, Patrice Evra, Morgan Sanson et Grégory Sertic.
En juillet 2020, il rejette une offre de rachat de Mohamed Ajroudi. En 2021, il nomme Pablo Longoria président du club, qui devient alors le plus jeune président de la ligue 1 et de l’OM.
Depuis l’arrivée de McCourt, l’OM s’est qualifié quatre fois pour la Ligue des champions et, en 2018, pour une finale de Ligue Europa (mise à jour en juin 2025),.

## Vie personnelle

### Famille
Frank McCourt épouse Jamie D. Luskin le 3 novembre 1979 à New York. Ils ont quatre enfants. Le couple se sépare en octobre 2009 après 30 ans de mariage. Jamie, présidente des Dodgers depuis 2004, est congédiée par Frank peu après. Elle dépose une demande de divorce et revendique la moitié de la franchise,. Frank invoque un contrat prénuptial, invalidé en décembre 2010. Après deux ans de procédure, un accord est trouvé en octobre 2011 : Jamie reçoit 130 millions de dollars et renonce à toute revendication sur les Dodgers. Leur divorce, estimé à 20,6 millions de dollars en frais judiciaires, est considéré comme le plus coûteux de l’histoire de la Californie,,.
Il est depuis marié avec Monica Algarra. Il est père de huit enfants.

### Fortune
En 2012, la fortune de Frank McCourt est estimée à 1,2 milliard de dollars. Elle passe à 1,4 milliard de dollars en 2024.

### Engagements philanthropiques
Il fonde la ThinkCure Foundation, pour financer la recherche contre le cancer.
En 2013, il fait un don de 100 millions de dollars à Georgetown pour fonder une école de politique publique portant son nom. En 2021, il renouvelle ce don pour élargir l’accès à l’école et favoriser une diversité sociale plus grande, avec l’objectif de la rendre gratuite,,,.
En 2008, il acquiert les droits d’exploitation du Los Angeles Marathon et annonce en 2019 en faire don, ainsi que de la société organisatrice Conqur Endurance, à la McCourt Foundation.

### Autres
En mars 2024, il publie un premier livre qu'il a co-écrit , "Our Biggest Fight: Reclaiming Liberty, Humanity, and Dignity in the Digital Age" (Crown Publishing),.